# Amina Slaoui
Pour les articles homonymes, voir Slaoui.
 (août 2023).
L'article doit être relu — et modifié si nécessaire — par des contributeurs indépendants pour apporter un regard critique aux contributions effectuées en violation des conditions d'utilisation de Wikipédia, tant sur la forme (notamment concernant le style encyclopédique, la proportionnalité) que sur le fond (la neutralité de point de vue, la qualité et l'indépendance des sources).
Amina Laraki Slaoui, née Amina Laraki au Maroc, est une militante associative marocaine. Son père, Ahmed Laraki, fut premier ministre du Maroc de 1969 à 1971.

## Biographie

### Famille et scolarité
En 1981, elle fait une maîtrise en droit international à l'Université Panthéon-Assas Paris II et de Sciences Po à Paris, puis en 1984, elle obtient un double master en droit international et en sciences politiques. Ses études terminées, elle rentre au pays et épouse Ibrahim Slaoui. Actuellement mariée, elle est mère de quatre enfants.

### Débuts professionnels
En 1984, Amina Slaoui occupe un poste à la banque commerciale du Maroc.
En 1989, elle quitte la banque et se lance dans les affaires en créant une agence globale de communication et de publicité.

### Engagement associatif
En 1992, en vacances au Costa Rica, Amina Slaoui, âgée de 32 ans a eu un accident de vélo qui l'a laissée paraplégique. 
Après six mois de rééducation à l’étranger, aux États-Unis puis en France avant de rentrer au Maroc, elle a été bouleversée de constater l'absence de soins pour les personnes ayant un handicap physique.
En 1993, la même année où elle rentra au Maroc, elle quitte son poste à l'agence bancaire et reste simple actionnaire et s’adonne complètement à la cause des handicapés à l'Amicale Marocaine des Handicapés (actuellement Groupe AMH).
L'Amicale Marocaine des Handicapés organise trois téléthons qui ont permis la collecte de fonds pour la construction du premier Centre Hospitalier de Rééducation et de Réadaptation à Bouskoura en 2001, et a été inauguré par Sa Majesté le Roi Mohamed VI.
Amina Slaoui est devenue présidente du Groupe AMH en 2011, elle milite pour accroître l'inclusion sociale des personnes vulnérables et des personnes en situation de handicap au sein de la société marocaine.
Sous la présidence de Amina Slaoui, le Groupe AMH a développé la capacité litière du Centre Hospitalier Noor de Rééducation et de Réadaptation à Bouskoura, ainsi que la création d’un nouveau Centre de Rééducation et de Réadaptation à Khouribga et l’ouverture sur le continent africain à travers le partage de l’expertise du Groupe AMH dans le domaine de la santé,,,.
Amina Slaoui est aussi présidente de l’Institut Tahar Sebti, depuis 2013, association à but non lucratif, reconnue d’utilité publique,.
Elle est également Vice Présidente de l'école Riad Zitoun, pour la scolarisation des jeunes filles en milieu rural à Marrakech.

## Distinctions
- Prix Takreem 4e édition dans la catégorie "Philanthropie et actes sociaux" en 2014, qui fête les performances et les contributions intellectuelles d’hommes et de femmes arabes[18],[19].
- Prix de la Fondation Schwab pour l'entrepreneuriat social en 2015, lors du World Economic Forum[20],[21]
- Chevalier de la Légion d'Honneur[22].
- La Médaille du Mérite de la Fondation Mohamed VI pour la Solidarité[23]
- le Prix de la Philanthropie de la banque BNP Paribas 2008 et le Spécial prix "Coup de cœur" du Jury[24],[23]